# Jean Hardouin
Jean Hardouin (in latino Johannes Harduinus; Quimper, 23 dicembre 1646 – Parigi, 3 settembre 1729) è stato un gesuita, filologo, antiquario ed erudito francese, ricordato per alcune ardite opinioni sulla non autenticità di talune opere letterarie, archeologiche o artistiche del passato e sulla veridicità di alcuni eventi storici.

## Biografia
Sin da ragazzo si appassionò alla letteratura grazie all'attività del padre, di professione libraio; nel 1682 all'età di sedici anni chiese ed ottenne l'ammissione alla Compagnia di Gesù. A Parigi, dove arrivò per studiare Teologia, nel 1683 divenne bibliotecario del Lycée Louis-le-Grand di Parigi e in questa città morì nel 1729.
La sua prima pubblicazione fu un'edizione critica delle opere di Temistio (1684) che includeva non meno di tredici nuove orazioni. L'edizione di Hardouin costituì il testo standard per gli storici del XVIII secolo e fu impiegata, tra gli altri, da Edward Gibbon (1737-94). Su consiglio di Jean Garnier (1612-1681) si occupò - per cinque anni - della riduzione ad usum Delphini della Naturalis historia di Plinio. Oltre al lavoro editoriale, si interessò alla numismatica e pubblicò numerosi lavori sul tema, cercando di differenziarsi dagli altri studiosi. Le sue opere in questo campo includono: Nummi antiqui populorum et urbium illustrati (1684), Antirrheticus de nummis antiquis coloniarum et municipiorum (1689), and Chronologia Veteris Testamenti ad vulgatam versionem exacta et nummis illustrata (1696).
Hardouin fu preposto dalle autorità ecclesiastiche alla supervisione del Conciliorum collectio regia maxima (1715), una storia dei Concili; venne tuttavia accusato di aver ignorato importanti documenti e di averne inserito di apocrifi e, su ordine del parlamento di Parigi (allora in conflitto con i Gesuiti) la pubblicazione venne bloccata; soltanto dopo la sua morte una collezione di vari titoli  "Opera varia" venne pubblicata ad Amsterdam 1733.

## Teorie controverse
Jean Hardouin è conosciuto principalmente per essere stato l'ideatore di alcune teorie bizzarre, in particolare di quella, contenuta nelle sue  Chronologiae ex nummis antiquis restitutae (1696) e Prolegomena ad censuram veterum scriptorum, che considera falsi quasi tutti i classici della letteratura dell'antica Grecia e dell'antica Roma (tranne forse Omero, Erodoto, Cicerone, Plinio il Vecchio, le Georgiche di Virgilio e le Satire di Orazio). «Non solo la letteratura, ma anche la maggior parte delle opere d’arte antiche sono un falso: l'Apollo del Belvedere, il Doriforo di Policleto, la Colonna Traiana: tutto creato ad arte nel XIII secolo da un certo Severo Arconzio, che con quella celebrazione del paganesimo aveva il disegno di cancellare il nome di Cristo dal mondo»; è stato anche supposto che con Severo Arconzio Hardouin avesse voluto intendere Federico II di Svevia. Hardouin negò la veridicità della maggior parte delle opere d'arte antiche, delle monete e delle iscrizioni e sostenne, nei Prolegomena (1729) che il Nuovo Testamento fosse stato scritto originariamente in latino anziché in greco.
Hardouin riteneva inoltre che i verbali della maggior parte degli antichi Concili della Chiesa e delle opere di San Tommaso e della maggior parte degli Scolastici fossero falsi.
Sebbene le teorie di Hardouin fossero in genere dichiarate "folli", furono solamente un esempio estremo di una più ampia tendenza critica del suo tempo, risalente ad autori come Baruch Spinoza, Thomas Hobbes o Jean Daillé, i quali iniziarono a identificare e a segnalare errori nelle attribuzioni, nelle datazioni dei documenti medievali, o negli scritti della Chiesa.
Hardouin inoltre collocò Dante nel XV-XVI secolo e sostenne che il poeta fosse iscritto a società segrete ermetiche ed ereticali. Lo storiografo Isaac-Joseph Berruyer ebbe il suo  Histoire du peuple de Dieu condannato per aver seguito queste teorie, le quali ebbero un moderno seguace nel matematico russo Anatoly Timofeevich Fomenko le cui conclusioni, basate su un proprio metodo di analisi statistica testuale e di astronomia computazionale, furono ancor più radicali, ma ritenute ugualmente pseudoscientifiche.

## Opere
- Histoire du roy Henry le Grand. Composée par Messire Hardouin de Perefixe evesque de Rodez, cy-devant precepteur du Roy, Amsterdam : chez Anthoine Michiels, 1666
- Θεμιστίου λόγοι ΛΓ. Themistii Orationes 33. E quibus tredecim nunc primum in lucem editae. Dionysius Petavius e Societate Jesu Latine plerasque reddidit, ac fere vicenas notis illustravit. Accesserunt ad easdem 20. Orationes notae alternae, ad reliquas tredecim perpetuae observationes Joannis Harduini ex eadem Societate ..., Parisiis, in typographia regia. Excudebat Sebastianus Mabre-Cramoisy, 1684.
- Joannis Harduini Societatis Jesu presbyteri Chronologiae ex nummis antiquis restitutae prolusio de nummis Herodianum, Parisiis : apud Joannem Anisson typographiae regiae directorem, viâ Jacobaeâ, sub Lilio Florentino, 1693
- Joannis Harduini Societatis Jesu presbyteri Chronologia Veteris Testamenti ad Vulgatam versionem exacta, et nummis antiquis illustrata : *Chronologiae ex nummis antiquis restitutae specimen alterum, Parisiis : apud Joannem Boudot bibliopolam, 1697
- Flavii Josephi de Herodibus historia a notheias suspicione in quam v. cl. Joannes Harduinus s.I. nuper vocavit, iustis vindiciis adserta, et nummis antiquis conciliata auctore Christophoro Cellario, antea disputationis academicae loco proposita, Halae Magdeburgicae : exscripsit Christianus Henckelius, acad typogr., 1700
- Joannis Harduini e Societate Jesu presbyteri Opera selecta, tum quæ jam pridem Parisiis edita nunc emendatiora et multo auctiora prodeunt, tum quæ nunc primum edita. Indicem omnium praefatio exhibebit, Amstelodami : apud Joan. Ludovicum De Lorme, sub signo Libertatis, 1709
- Acta conciliorum et epistolae decretales, ac constitutiones summorum pontificum; Tomus primus-undecimus, Parisiis : ex Typographia regia, 1714-1715 (Parisiis : ex Typographia regia : curante Claudio Rigaud, Typographiae Regiae praefecto, 1714-1715) (Google libri)[13]
- Apologie d'Homere, ou l'on explique le veritable dessein de son Iliade, & sa Theomythologie, Paris : aux depens de Rigaud directeur de l'imprimerie royale, 1716
- Caii Plinii Secundi Historiae naturalis libri 37. quos interpretatione et notis illustravit Joannes Harduinus e Societate Jesu, Parisiis : typis Antonii-Urbani Coustelier, serenissimi Aurelianensium ducis, typographi, 1723
- Joannis Harduini e Societate Jesu Opera varia. Cum indicibus & tabulis æneis, Amstelodami : apud Henricum Du Sauzet & Hagæ Comitum, apud Petrum De Hondt, 1733
- [William Bowyer (a cura di)], Joannis Harduini, Jesuitae, ad censuram scriptorum veterum prolegomena. Juxta autographum, Londini : sumptibus P. Vaillant, 1766 (Google libri)
- Joannis Harduini, Jesuitae, ad censuram scriptorum veterum prolegomena. Juxta autographum, Londini : sumptibus P. Vaillant, 1766